# Miloš Branković
Miloš Branković (en serbi ciríl·lic Милош Бранковић) és una pel·lícula sèrbia del 2008. Va ser dirigida per Nebojša Radosavljević, qui també va escriure el guió.
Es va estrenar al Belgrad Fest l'1 de març de 2008. Es tracta d’un thriller en blanc i negre i és el primer treball de Nebojša Radosavljević.

## Argument
Aquesta és una història de crim, càstig i justícia. Aquest últim és el major perdedor. Miloš Branković és un jove normal que només vol ser un arquitecte d'èxit i estimar la seva Alexandra. Sense cap motiu, es converteix en objecte d'assetjament per part d'una banda de carrer i víctima d'un frau. La seva vida es converteix en un malson. Tractant de lluitar, mata diverses persones. És un assassí o un lluitador per la justícia? Qui és Miloš Branković?.

## Repartiment
- Miloš Vlalukin – Miloš
- Jovana Stipić - Aleksandra
- Nada Šargin – Mira
- Petar Božović - Barac
- Tihomir Arsić - Cagi
- Lena Bogdanović - Sonja
- Slobodan Ćustić - paralític
- Boris Komnenić - professor
- Mihailo Lađevac - Bobo
- Tamara Maksimović - Dona embarassaa
- Zoran Maksimović - Mestre
- Vladan Milić - Mengel
- |Nebojša Milovanović - Šarlah
- Andrej Šepetkovski - Lilihi
- Teodora Stanković - Josip
- Marina Bukvički - Branka Bitanga